# イタリア科学アカデミー
イタリア科学アカデミー（L’Accademia Nazionale delle Scienze detta dei XL）は、1782年にヴェネツィア共和国（現イタリア）のヴェローナに設立された学会である。毎年マテウチ・メダルを授与している。名称のXLは創立時に40人の会員で発足していることに由来する。

## 歴史
イタリア統一前の1766年、ヴェローナにある軍学校の教授で数学者のアントニオ・マリア・ロルニャが、イタリアの優秀な科学者を所属する州を越えて集めたアカデミーの設立を提唱し始めた。
1781年、ロルニャはラザロ・スパランツァーニ、アレッサンドロ・ヴォルタ、ジョゼフ＝ルイ・ラグランジュ、ルジェル・ヨシプ・ボスコヴィッチら有力科学者の支持を得た。
1782年、当時の科学界の有力者40人のイタリアの有名な科学者が参加したことから「40人学会」(Società dei Quaranta)の名で創設された。
イタリアの政治的な統一の前に科学界の統一を求める愛国的な機運の高まりを示すものであり、創立年に機関紙「Memorie accademiche」が発刊し、イタリアは分裂によって不利益をこうむっていること、統一のために分割された多くのイタリア人の知識と仕事を結び付けていかねばならないことを主張した。
機関紙「Memorie」の発刊はイタリア人研究者の研究の発表の場を与え、研究が国際的の交流に寄与し、イタリアの科学を代表する組織となった。ロルニャの没後、イタリア40人科学会(Società Italiana delle Scienze, detta dei XL)に改名された。
初期にはナポレオンからの援助を受け、その後モデナ公、フランチェスコ4世の支援を受けたが、イタリア統一が進む中で、他の地域のアカデミーとの統合や国立リンチェイ・アカデミア（Accademia Nazionale Reale dei Lincei）との統合が求められるが、学者による独立した運営を求める会員の反対で実現しなかった。ファシスト政権下の1930年代に、法令で国家教育庁の管理下に入ると、活動を停止し、戦後再び活動を再開した。

## 授賞
イタリアの物理学者、生理学者、愛国者であるカルロ・マテウッチにちなみ、「イタリア国内外の物理学者の業績または発見による科学の進歩への著しい貢献を称えるために制定された」マッテウッチ・メダル、数学と物理・自然科学のためのメダーリア・デイ・XL。 生物科学の進歩に重要かつ国際的に認められた貢献をしたイタリアの学者の業績または発見に与えられるメダーリア・デイ・XLエミリア・キアンコーネなど、数多くの賞を授与している。